# Aphanobasidium
Aphanobasidium là một chi nấm trong họ Pterulaceae. Chi này phân bố rộng khắp và chứa 15 loài.